# Überflughilfe
Eine Überflughilfe ist eine spezielle Form der Tierquerungshilfe. Dabei handelt es sich um eine bautechnische Maßnahme, um den sicheren Überflug von Vögeln und Fledermäusen über Verkehrswege zu gewährleisten.
Die häufigste Bautechnik besteht aus einem mehrere Meter hohen Erdwall am Straßenrand zum Schutz der Vögel. Der Wall zwingt die Vögel beim Überqueren der Straße, höher zu fliegen, so dass sie nicht mit den vorbeifahrenden Fahrzeugen zusammenstoßen können.
Wegen der hohen Kosten werden diese Maßnahmen jedoch auch kritisch gesehen.